# Maciej Pesta
Maciej Pesta (ur. 18 lutego 1983 w Ostródzie) – polski aktor filmowy i teatralny.

## Życiorys
Jest absolwentem Studium Aktorskiego w Olsztynie. W 2009 ukończył studia na Wydziale Aktorskim PWSFTviT w Łodzi. W latach 2009–2012 występował w Teatrze im. Żeromskiego w Kielcach, a w latach 2012–2017 w Teatrze im. Konieczki w Bydgoszczy. Współpracuje m.in. z Teatrem Syrena w Warszawie, Komuną Warszawa, Teatrem im. Słowackiego w Krakowie i Gdańskim Teatrem Szekspirowskim.

## Nagrody
- 2009: Festiwal Szkół Teatralnych w Łodzi - wyróżnienie za rolę Reitinga w przedstawieniu dyplomowym PWSFTviT w Łodzi pt. Cztery według Niepokojów wychowanka Törlessa[3]
- 2015: Nagroda z okazji Międzynarodowego Dnia Teatru, Bydgoszcz[2]
- 2016: Nagroda Związku Artystów Scen Polskich dla zespołu aktorskiego spektaklu Dybuk na 22. Ogólnopolskim Konkursie na Wystawienie Polskiej Sztuki Współczesnej w Warszawie[4]
- 2017: Nagroda aktorska za rolę w spektaklu Henrietta Lacks z Nowego Teatru w Warszawie i Centrum Nauki Kopernik na 57. Kaliskich Spotkaniach Teatralnych[3]
- 2017: Nagroda jury społecznego za rolę w przedstawieniu Henrietta Lacks w uznaniu "za sprawność warsztatową, siłę wyrazu, empatię i opanowanie" na 57. Kaliskich Spotkaniach Teatralnych[3]

## Filmografia
Wybór na podstawie filmpolski.pl
- 2009: Czas honoru
- 2010–2011: Prosto w serce (odc. 128, 148)
- 2019: Korona królów jako książę Siemowit IV Mazowiecki (seria 3)
- 2019: Stulecie Winnych jako Jarosław Iwaszkiewicz (odc. 6, 10, 11, 12, 13)
- 2020: Hallo Syrena, czyli premiera się odbędzie jako ważny krytyk teatralny
- 2021: Erotica 2022 jako gość